# Aulacoderus humicola
Aulacoderus humicola es una especie de coleóptero de la familia Anthicidae.

## Distribución geográfica
Habita en el Congo, Kinshasa.